# يوروكوبتر إي سي 135
يوروكوبتر إي سي 135 (بالإنجليزية: Eurocopter EC135)‏ (الآن: مروحية ايرباص إتش 135) (بالإنجليزية: Airbus Helicopters H135)‏، هي مروحية مدنية ذات محركين تنتجها إيرباص هيليكوبترز (المعروفة سابقا باسم يوروكوبتر (Eurocopter)). وهي قادرة على الطيران تحت قواعد الطيران الآلي (IFR) ومجهزة بأجهزة تحكم بالطيران رقمية. ودخلت المروحية الخدمة في عام 1996، وتم إنتاج أكثر من ألف طائرة حتى الآن. وتستخدم على نطاق واسع من قبل الشرطة وخدمات الإسعاف والنقل التنفيذي. وبحلول عام 2013، كانت إي سي 135 قد قدمت أكثر من 500 من الخدمات الطبية الطارئة في جميع أنحاء العالم. في حين يتم استخدام إي سي 135 في المقام الأول من قبل مشغلين مدنيين، الا انه يوجد بديل عسكري موجه للجيش مع قدرات قتالية مازال قيد الإنتاج يعرف بمسمى يوروكوبتر إي سي 635.

## التطوير

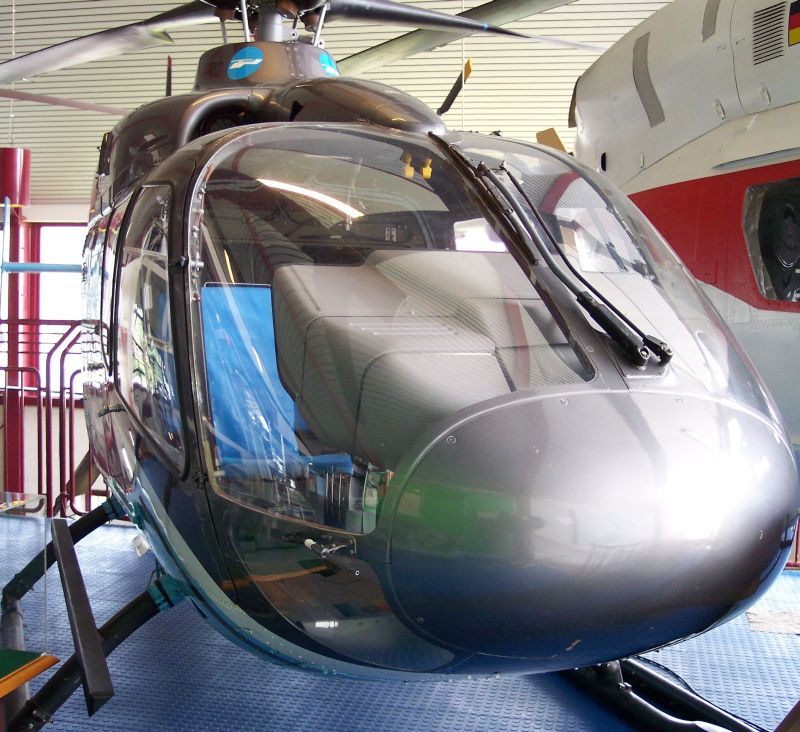
النموذج "بو 108 " (Bo 108)

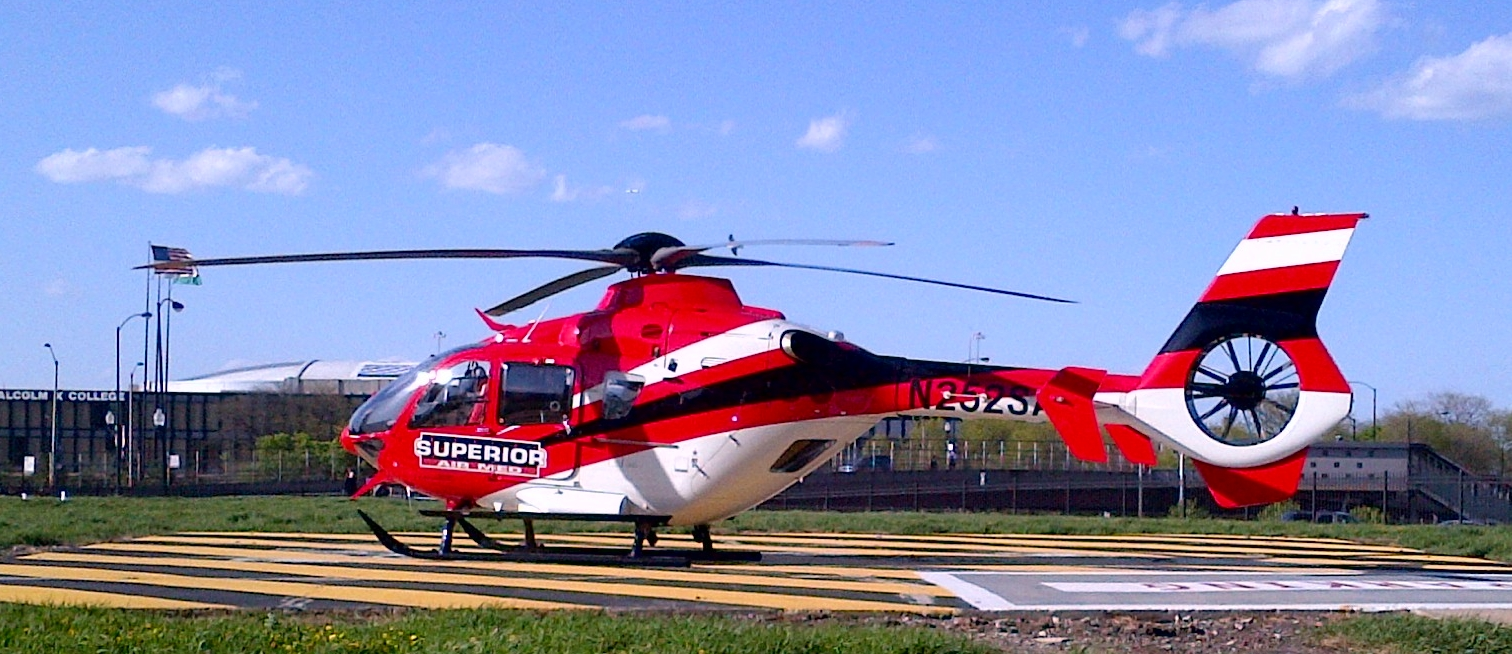
الإسعاف المتفوق كم طراز «إي سي 135» في المركز الطبي لجامعة راش

## التصميم

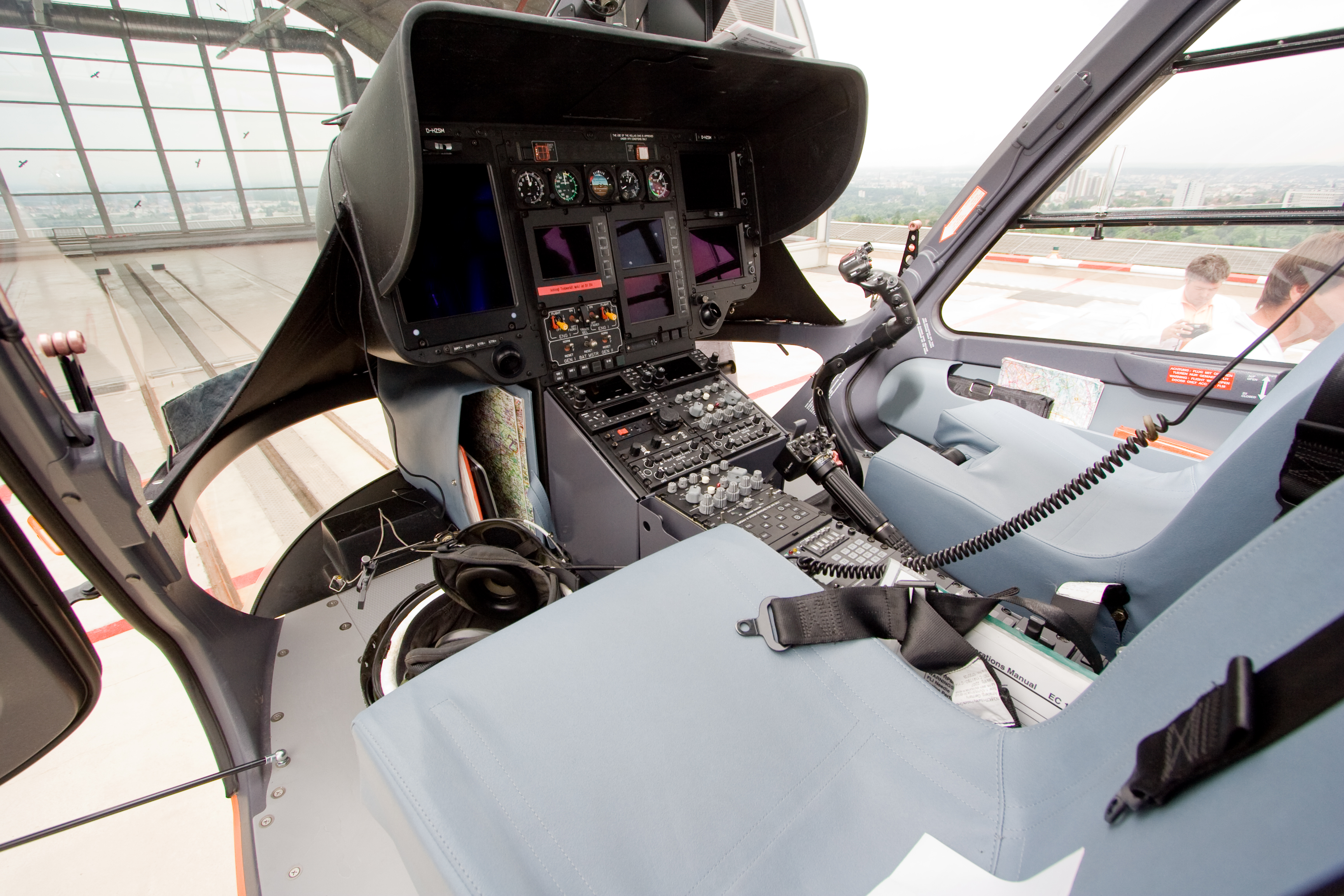
مقصورة قيادة "إي سي 135"، مايو 2008

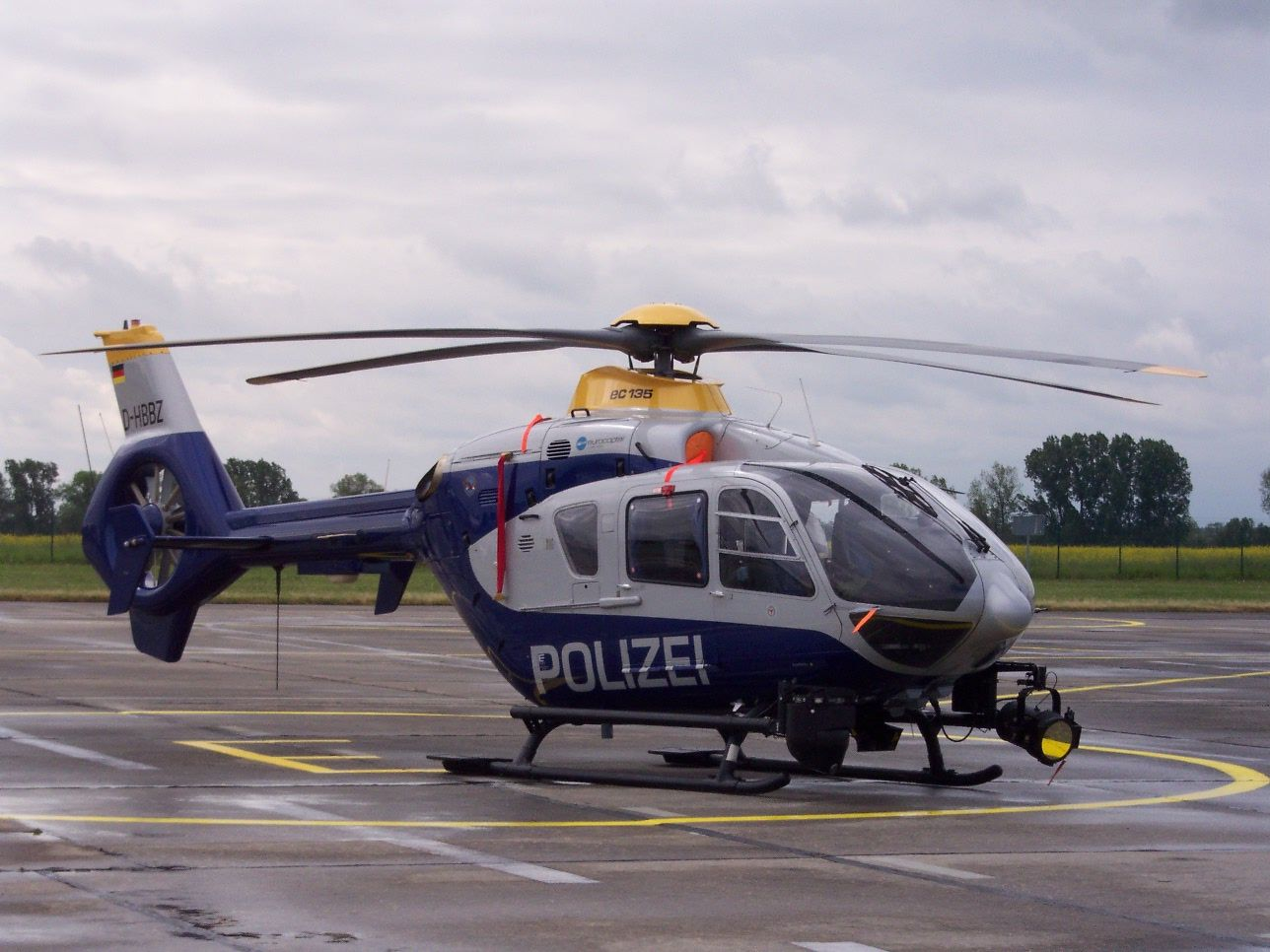
"إي سي 135" من شرطة ولاية براندنبورغ شرطة ولاية براندنبورغالألمانية

## التاريخ التشغيلي

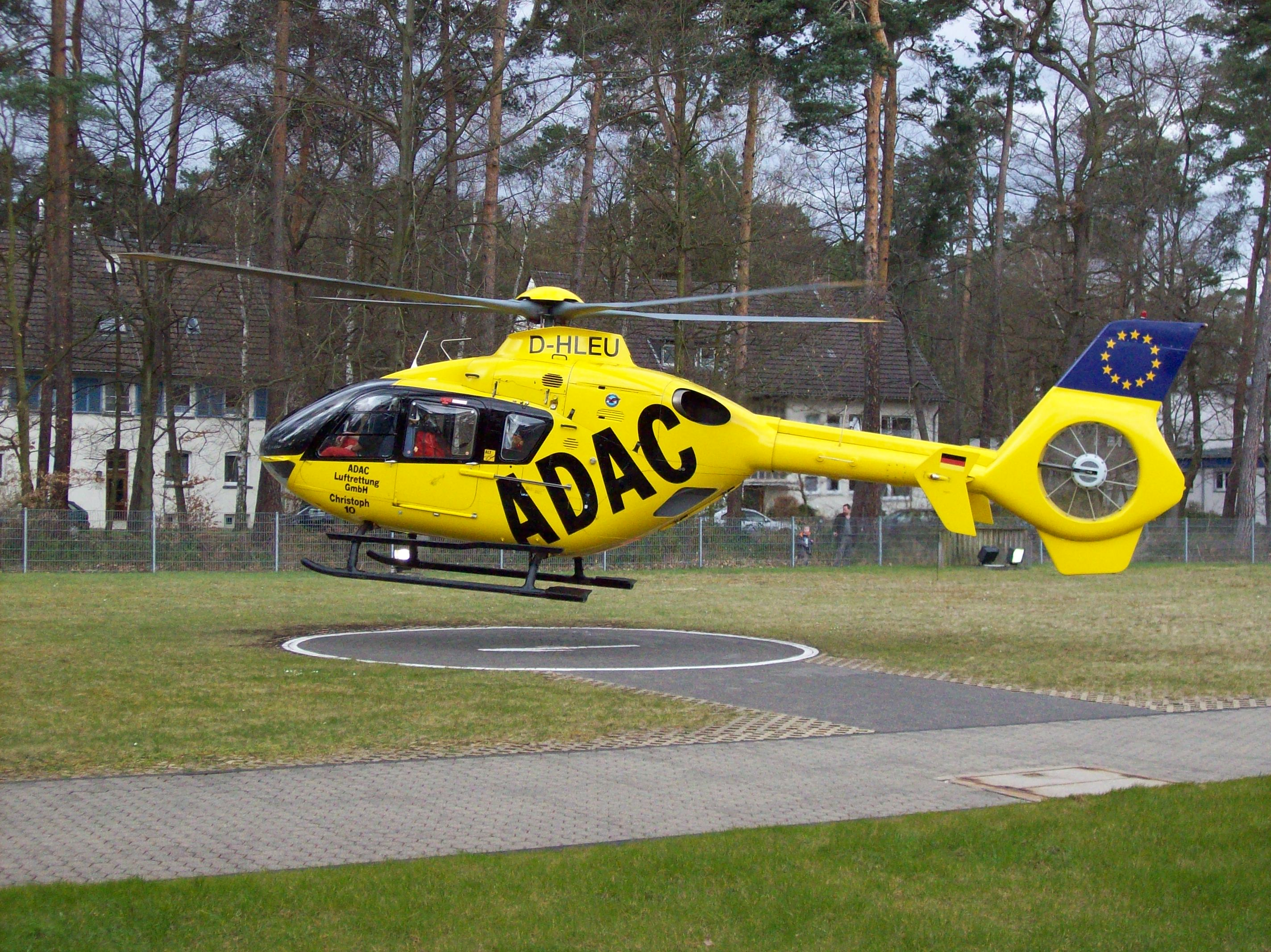
مروحية "إي سي 135" لنادي السيارات الألماني "أداك" تقلع من المهبط الطبي في جامعة بون، 2008

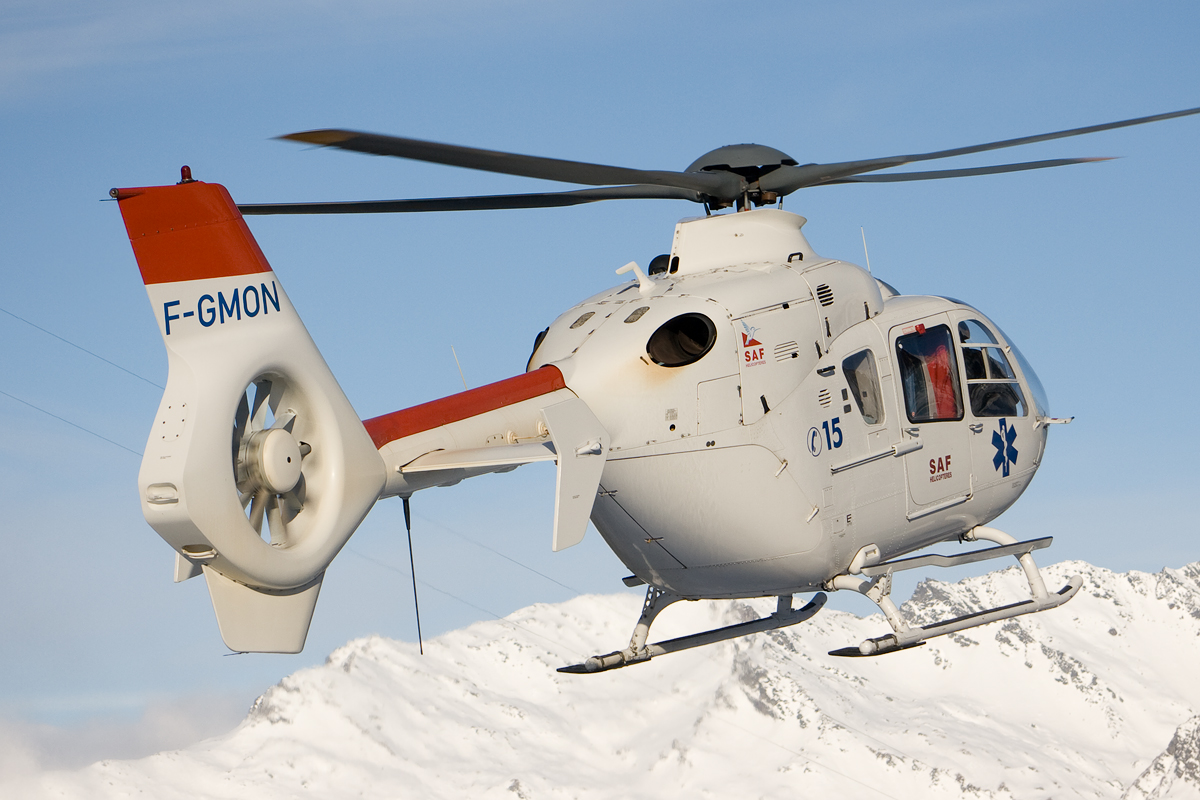
مروحية (EC135 T1) تابعة للمشغل الفرنسي (SAF Hélicoptères) خلال عملية انقاذ

## المتغيرات والاصدارات

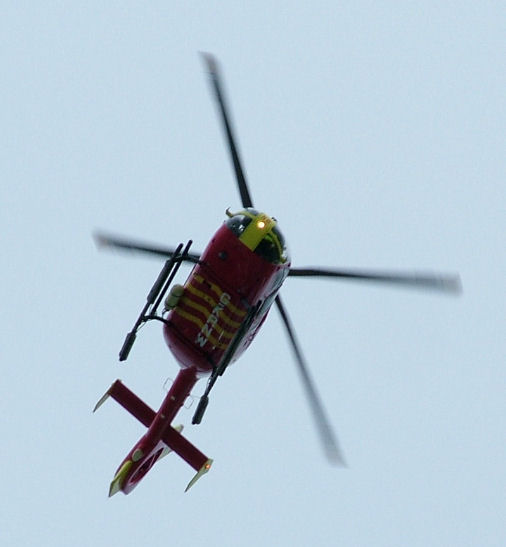
Cornwall Air Ambulance EC135 G-KRNW overhead at بلزيث (كورنوال), 2008

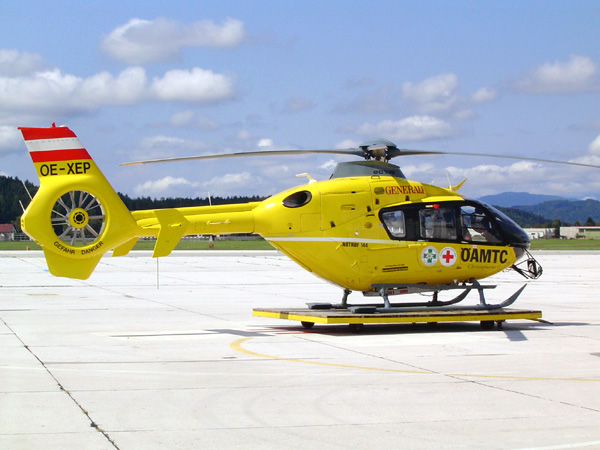
EC135 T2 إسعاف جوي of the Austrian Air Rescue service in Klagenfurt, Austria

EC135 P1
EC135 T1Pow
EC135 P2
EC135 T2
EC135 P2+ (Marketing name EC135 P2i)
EC135 T2+ (Marketing name EC135 T2i)
EC135 P2+ (Marketing name EC135 P2e)
EC135 T2+ (Marketing name EC135 T2e)
EC135 P3
EC135 T3
يوروكوبتر إي سي 635
TH-135

## المشغلين
تحظى «إي سي 135» بشعبية مع شركات النقل الجوي، ومشغلي الإسعاف الجوي، ويتم تشغيلها من قبل الأفراد والشركات الخاصة..

### تشغيل عسكري
أستراليا
- القوات الدفاع الملكية الأسترالية[2]

 البرازيل
- القوات الجوية البرازيلية[3]

 الغابون
- سلاح جو الغابون[4][5]

 ألمانيا
- الجيش الألماني[4]

 أيرلندا
- سلاح الجو الأيرلندي[4]

 اليابان

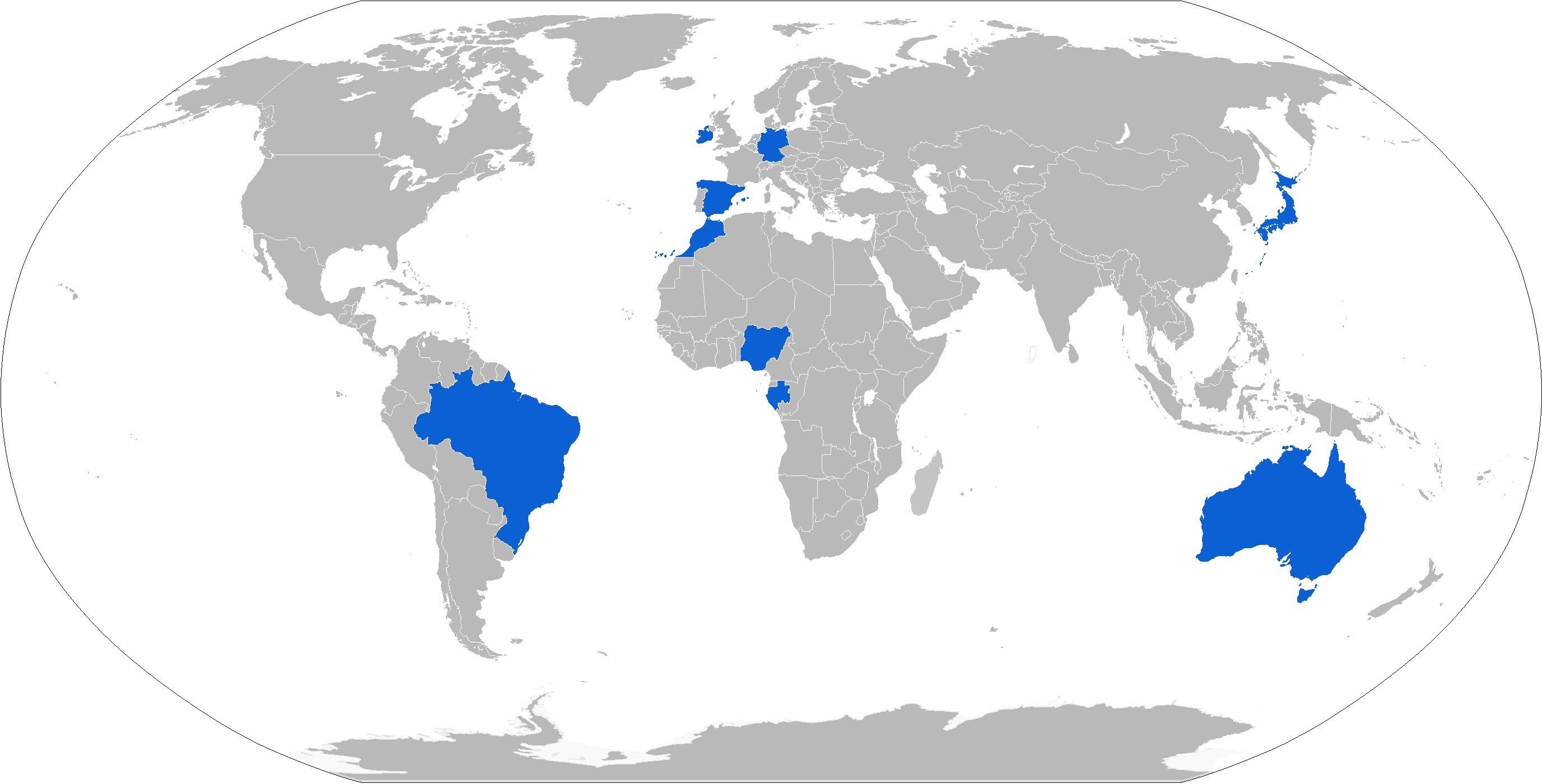
خريطة مشغلي يوروكوبتر "إي سي 135" العسكرية تظهر بالون الأزرق

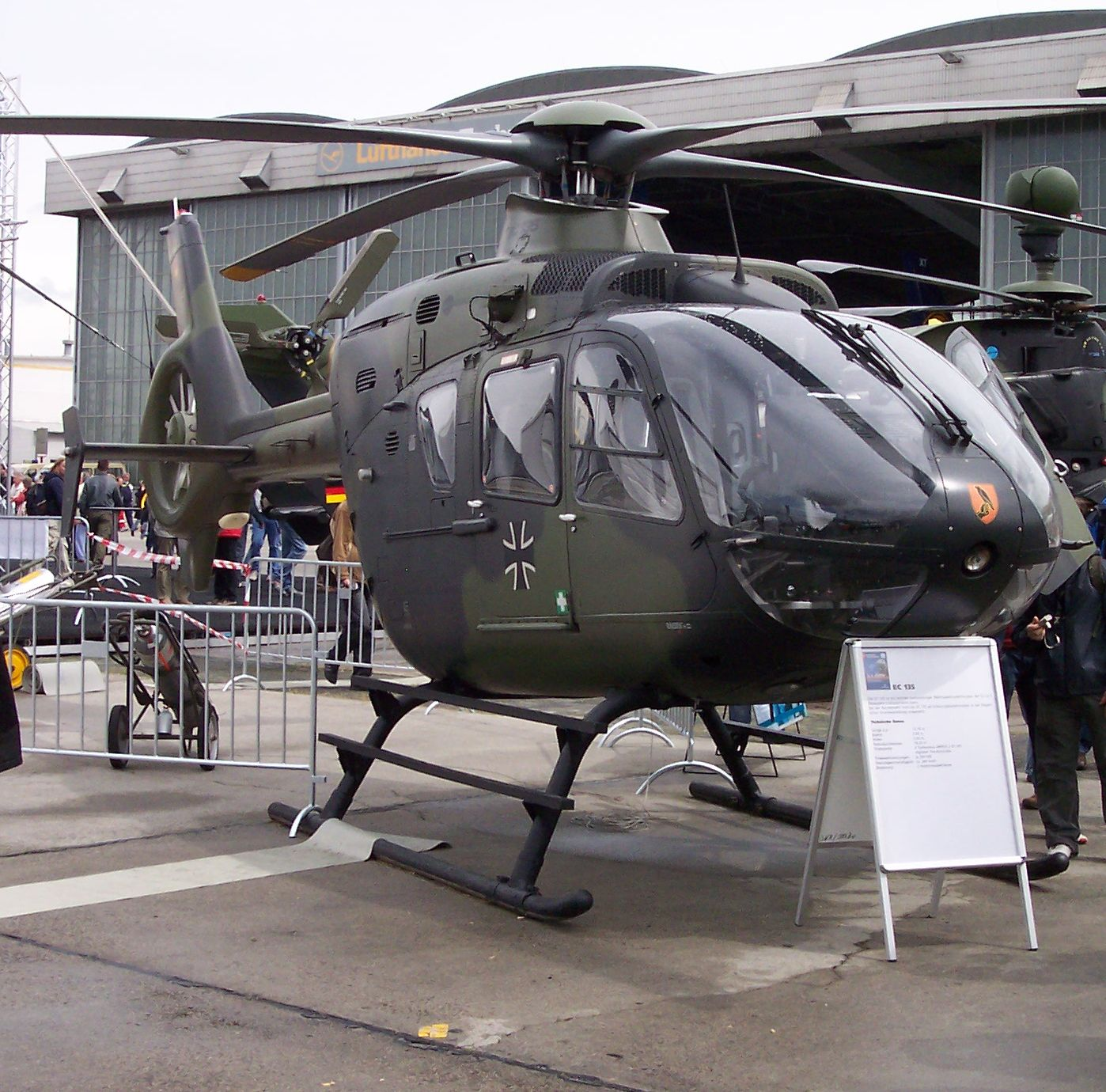
"إي سي 135 تي1" (EC135 T1) من الجيش الألماني

- قوة الدفاع الذاتي البحرية اليابانية[4]

 المغرب
- الدرك الملكي المغربي[6][7]

 نيجيريا
- سلاح الجو النيجيري[8]

 إسبانيا
- قوة الجيش الأسباني الجوية المتنقلة[9]

### تشغيل حكومي
الأرجنتين
- الشرطة الفيدرالية الأرجنتينية[10]

- Argentine National Gendarmerie[11]

 أستراليا
- New South Wales Police AirWing[12]

 النمسا
- الشرطة الاتحادية[13]

 كندا
- Ontario Provincial Police[14]

 كرواتيا
- Croatian Police[15]

 جمهورية التشيك
- State Police[16]

 ألمانيا
- الشرطة الاتحادية[17]
- شرطة الولاية[18]

 أيرلندا
- Garda Air Support Unit[19]

 اليابان
- وكالة الشرطة الوطنية (اليابان)[20]

 ليتوانيا
- State Border Guard[21]

 هولندا
- National Police[22]

 النرويج
- Norwegian Police Service[23]

 بولندا
- Lotnicze Pogotowie Ratunkowe[24]

 رومانيا
- الشرطة الرومانية[25]
- SMURD[26]

 سلوفينيا
- Slovenian National Police[27]

 إسبانيا
- فيلق الشرطة الوطنية[28]
- الحرس المدني[29]

 السويد
- سلطة الشرطة السويدية[30]

 المملكة المتحدة

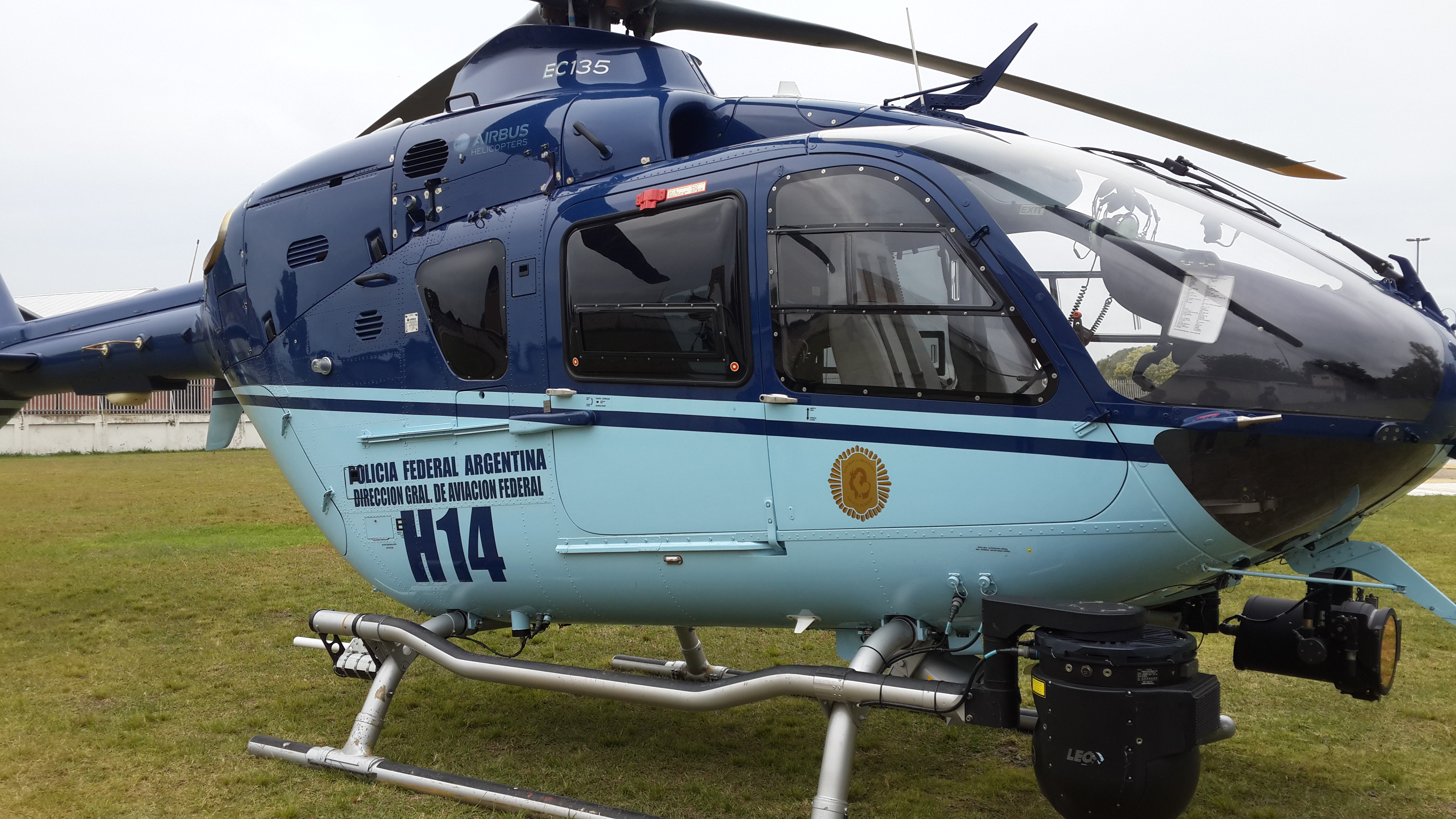
يوروكوبتر (EC135 T2 +) من الشرطة الاتحادية الأرجنتينة

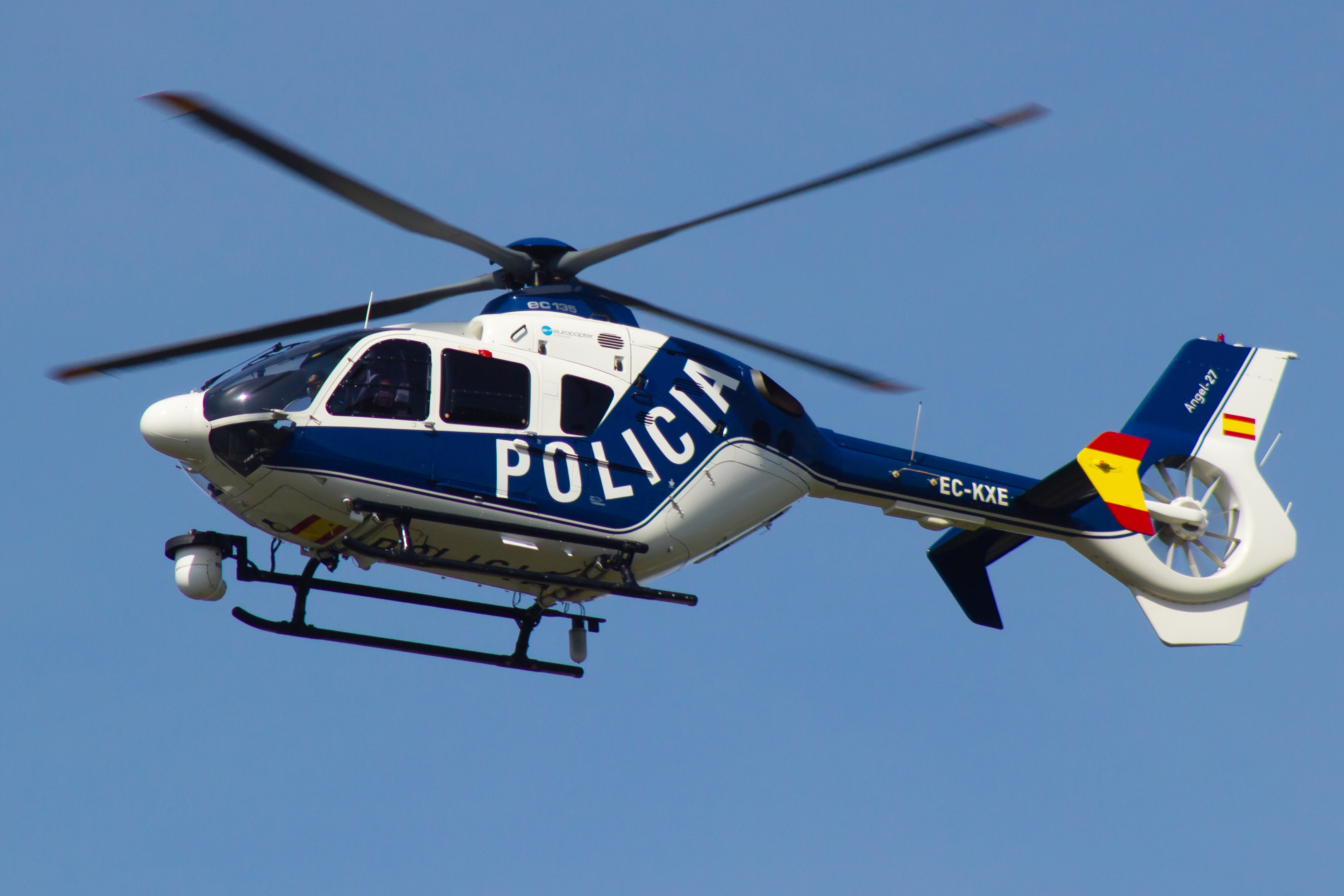
Eurocopter EC135P2+ of the National Police Corps of Spain.

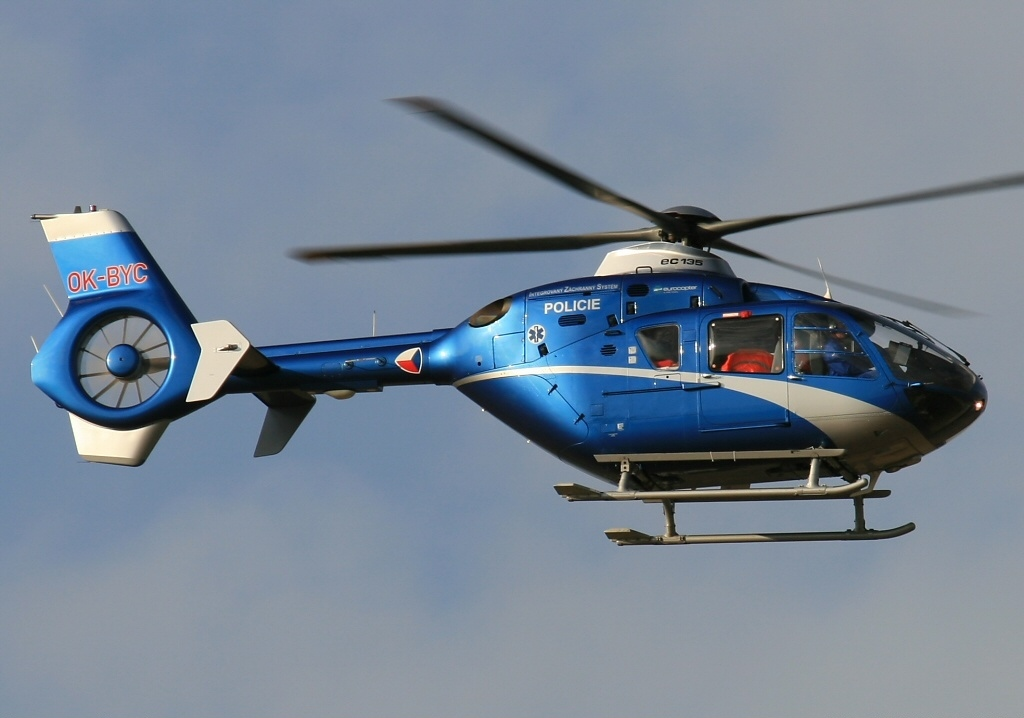
يوروكوبتر (EC135T2) للشرطة في جمهورية التشيك

- North West Air Ambulance(تشغل من قبل Bond Air Services)[31]
- Police Scotland (تشغل من قبل Bond Air Services)[32]
- خدمة الإسعاف الاسكتلندية (تشغل من قبل Bond Air Services)[32]
- Northern Lighthouse Board (تشغل من قبل Bond Air Services)[33]
- National Police Air Service[34]

 تركيا
- وزارة الصحة (تركيا) (تشغل من قبل Turkish Aeronautical Association)[35]

 الولايات المتحدة
- Broward County Sheriff[36]
- Massachusetts State Police[37]
- University of Tennessee Medical Center[38]

## الحوادث والوقائع
- في 29 أكتوبر 2013، مروحية شرطة اسكتلندا من طراز (EC135 T2) تحطمت في حانة في غلاسكو، اسكتلندا.[39] ثلاثة ركاب كانوا على متنها قتلوا، فضلا عن سبعة رعاة الحانة.[40] وسبب الحادث قيد التحقيق.[41]

## مواصفات (EC135 P2 + / T2 +)
البيانات من Eurocopter EC135 2008 Tech Data book
الخصائص العامة
- طاقم: 1 pilot
- سعة: ما يصل إلى سبعة ركاب أو اثنين من أفراد الطاقم واثنين من المرضى  (نسخة الإسعاف الجوي) أو 1,455 كـغ (3,208 رطل) حمولة
- طول: 10.2 م (33 قدم 6 بوصة)
- ارتفاع: 3.51 م (11 قدم 6 بوصة)
- الوزن فارغة: 1,455 كـغ (3,208 رطل)
- وزن الإقلاع الأقصى: 2,910 كـغ (6,415 رطل)
- محركات: 2 × Turbomeca Arrius 2B2 محرك توربيني،, 472 كـو (633 حصان) الواحد 
or 2 x Pratt & Whitney Canada PW206B محرك التوربيني، بقدرة 463 كـو (621 حصان) (take-off power)
- قطر الدوار الرئيسي:  10.2 م (33 قدم 6 بوصة)
- مساحة الدوار الرئيسي: 81.7 م2 (879 قدم2)

أداء
- سرعة العبور: 254 كم/س (158 ميل/س؛ 137 عقدة)
- في سبييدس: 287 كم/س (178 ميل/س؛ 155 عقدة)
- مدى: 635 كـم (395 ميل؛ 343 nmi)
- سقف الخدمة: 6,096 م (20,000 قدم)
- معدل الصعود: 7.62 م/ث (1,500 قدم/د)

### استشهادات
1. ↑  "Eurocopter officially hands over its 1,000th EC135 helicopter to the ADAC". Eurocopter, 21 July 2011. نسخة محفوظة 15 مارس 2012 على موقع واي باك مشين.
2. ↑  "WorldAirForces2016-Corrected.pdf". flightglobal.com. مؤرشف من الأصل في 2019-04-30. اطلع عليه بتاريخ 2015-12-10.
3. ↑  World Air Force 2014 - Flight International, فلايت قلوبل, Accessed 23 November 2014 نسخة محفوظة 11 سبتمبر 2018 على موقع واي باك مشين.
4. 1 2 3 4  "World Air Forces 2013" (PDF). Flightglobal Insight. 2013. مؤرشف من الأصل (PDF) في 2014-09-24. اطلع عليه بتاريخ 2013-03-17.
5. ↑  "Gabon's new Helicopter!". smallairforces.com. مؤرشف من الأصل في 2017-06-29. اطلع عليه بتاريخ 2013-03-17.
6. ↑  "The Moroccan Royal Gendarmerie is recognized for its 50 years of Eurocopter helicopter operations". eurocopter.com. مؤرشف من الأصل في 2016-03-04. اطلع عليه بتاريخ 2013-03-17.
7. ↑  "Moroccan Royal Gendarmerie EC-135T". Demand media. مؤرشف من الأصل في 2016-03-03. اطلع عليه بتاريخ 2013-03-17.
8. ↑  AirForces Monthly. Stamford، لنكولنشاير، إنجلترا: Key Publishing Ltd. أغسطس 2016. ص. 30.
9. ↑  "Materiales – Helicópteros – HE-26". Ministerio de Defensa de España. مؤرشف من الأصل في 2018-03-26. اطلع عليه بتاريخ 2013-03-26.
10. ↑  "Eurocopter delivers second EC135T2+ to Argentina's Federal Police". مؤرشف من الأصل في 2019-05-16.
11. ↑  "Eurocopter EC135 in Gendarmeria Nacional Argentina". مؤرشف من الأصل في 2017-06-26.
12. ↑  "New EC135 Added to NSW Police Force". Aviation Today. Aviation Today. 1 يوليو 2011. مؤرشف من الأصل في 2016-09-16. اطلع عليه بتاريخ 2015-12-05. شرطة نيو ساوث ويلز أضافت في الآونة الأخيرة يوروكوبتر EC135 P2 + لفرع الدعم الطيران لديها،  بول إير 4...
13. ↑  "Austrian Minister of the Interior presents Eurocopter EC135 to Air Police in Innsbruck". مؤرشف من الأصل في 2019-05-16.
14. ↑  "Eurocopter Canada delivers two EC135P2+ to Ontario Provincial Police". helihub.com. مؤرشف من الأصل في 2019-05-16. اطلع عليه بتاريخ 2013-03-17.
15. ↑  "MUP RH kupio helikopter EC-135 za nadzor granice i prijevoz stradalih". defender.hr. مؤرشف من الأصل في 2015-09-23. اطلع عليه بتاريخ 2013-06-27.
16. ↑  "Eurocopter EC 135". vrtulník.cz. 29 يوليو 2011. مؤرشف من الأصل في 2018-09-25. اطلع عليه بتاريخ 2013-12-25.
17. ↑  "Turbomeca sign support agreement with German Federal Police". helihub.com. مؤرشف من الأصل في 2017-06-25. اطلع عليه بتاريخ 2013-03-17.
18. ↑  "Allgemeines". polizei.rlp.de. مؤرشف من الأصل في 2015-09-24. اطلع عليه بتاريخ 2014-05-26.
19. ↑  "Garda Air Support Unit (GASU)". 2014. An Garda Síochána. مؤرشف من الأصل في 2017-11-14. اطلع عليه بتاريخ 2014-05-06.
20. ↑  "Eurocopter Japan delivers EC135T2 to National Police Agency". helihub.com. مؤرشف من الأصل في 2017-06-25. اطلع عليه بتاريخ 2013-03-17.
21. ↑  "Valstybės sienos apsaugos tarnyba". Pasienis.lt. 30 أبريل 2013. مؤرشف من الأصل في 2019-05-16. اطلع عليه بتاريخ 2013-05-05.
22. ↑  "Hoe ziet de luchtvloot er uit?". politie.nl. مؤرشف من الأصل في 2015-01-12. اطلع عليه بتاريخ 2013-08-03.
23. ↑  "Norwegian Police lease second EC135". helihub.com. مؤرشف من الأصل في 2019-05-16. اطلع عليه بتاريخ 2013-03-17.
24. ↑  "EC 135". lpr.com.pl. مؤرشف من الأصل في 2016-08-07. اطلع عليه بتاريخ 2013-12-12.
25. ↑  "EC 135". www.aviatie.mai.gov.ro. مؤرشف من الأصل في 2018-10-18. اطلع عليه بتاريخ 2014-02-17.
26. ↑  "EC 135". smurd.ro. مؤرشف من الأصل في 2016-04-05. اطلع عليه بتاريخ 2014-02-17.
27. ↑  "Heli-One upgrades EC135 for Slovenian National Police". helihub.com. مؤرشف من الأصل في 2019-05-16. اطلع عليه بتاريخ 2013-03-17.
28. ↑  Dirección General de la Policía. "Servicio de Medios Aéreos-Helicópteros". مؤرشف من الأصل في 2017-07-09. اطلع عليه بتاريخ 2013-03-20.
29. ↑  Guardia Civil. "El Aire". مؤرشف من الأصل في 2016-07-04. اطلع عليه بتاريخ 2013-03-20.
30. ↑  "Swedish Police to add seventh base and another EC135". helihub.com. مؤرشف من الأصل في 2019-05-16. اطلع عليه بتاريخ 2013-04-05.
31. ↑  "Press Story". Bond Aviation Group. مؤرشف من الأصل في 2016-03-04. اطلع عليه بتاريخ 2015-02-16.
32. 1 2  "Glasgow City Heliport Based Aircraft". ukemergencyaviation.co.uk. مؤرشف من الأصل في 2017-06-20. اطلع عليه بتاريخ 2013-11-30.
33. ↑  "Northern Lighthouse Board upgrading to EC135". helihub.com. مؤرشف من الأصل في 2017-06-25. اطلع عليه بتاريخ 2013-12-12.
34. ↑  "National Police Air Service (NPAS)". .durham.police.uk. مؤرشف من الأصل في 2018-08-04. اطلع عليه بتاريخ 2014-09-30.
35. ↑  "EC 135". http://www.acilafet.gov.tr/. مؤرشف من الأصل في 2016-10-28. اطلع عليه بتاريخ 2016-04-30. {{استشهاد ويب}}: روابط خارجية في |ناشر= (مساعدة)
36. ↑  "Broward County Sheriff orders third EC135". helihub.com. مؤرشف من الأصل في 2017-06-25. اطلع عليه بتاريخ 2013-03-17.
37. ↑  "State Police Airwing Section". mass.gov. مؤرشف من الأصل في 2018-01-06. اطلع عليه بتاريخ 2014-07-04.
38. ↑  "LIFESTAR UT Medical Center". http://www.utmedicalcenter.org. مؤرشف من الأصل في 2017-07-16. اطلع عليه بتاريخ 2015-06-06. {{استشهاد ويب}}: روابط خارجية في |ناشر= (مساعدة)
39. ↑  "Glasgow helicopter crash: Nine dead at Clutha pub". BBC News. 30 نوفمبر 2013. مؤرشف من الأصل في 2018-03-23.
40. ↑  "Glasgow helicopter crash: ninth body recovered". BBC News. 2 ديسمبر 2013. مؤرشف من الأصل في 2016-04-06.
41. ↑  "Special Bulletin: S9/2013 – Eurocopter EC135 T2+, G-SPAO". 9 ديسمبر 2013. مؤرشف من الأصل في 2014-06-13.